# Биркино
Биркино — деревня в Карамышевской волости Псковского района Псковской области России.
Расположена в 14 км к северу от села Карамышево и в 23 км к востоку от центра города Пскова.
Численность населения деревни по состоянию на 2000 год составляла 2 человека.
До 1 января 2010 года деревня входила в состав ныне упразднённой Задорожской волости с центром в д.Лопатово.